# Сульпиция Претекстата
Сульпиция Претекстата (лат. Sulpicia Praetextata; около 30 года — после 70 года) — древнеримская матрона времён ранней Римской империи.

## Жизнеописание
Происходила из патрицианского рода Сульпициев. Дочь Квинта Сульпиция Камерина Петика, консула-суффекта 46 года. Получила классическое образование. Где-то в начале 50-х годов вышла замуж за нобиля Марка Лициния Красса Фруги, от которого родила трёх сыновей и одну дочь.
67 год стал временем несчастий для Сульпиции: сначала по доносу Марка Аквилия Регула императором Нероном был казнён её муж Марк Лициний. В том же году императором были убиты отец и брат Сульпиции.
В 70 году после восшествия на трон Веспасиана пришла к римскому сенату с иском против Марка Аквилия. Последний был осуждён. О дальнейшей судьбе Претекстаты ничего не известно.

## Семья
Муж — Марк Лициний Красс Фруги, консул 64 года.
Дети:
- Марк Лициний Скрибониан Камерин.
- Лициния Претекстата, старшая весталка.
- Гай Кальпурний Красс Фруги Лициниан, консул 87 года.
- Луций Рупилий Либон Фруги, консул-суффект 88 года.